# 小鳍针飞鱼
小鳍针飞鱼（学名：Oxyporhamphus micropterus）为针飞鱼科针飞鱼属的鱼类，俗名白鳍针飞鱼、白鳍飞鱵。在中国，分布于南海、台湾海峡、东海等海域，属于近海中上层鱼类。该物种的模式产地在澳大利亚。